# 千葉県道123号一宮片貝線

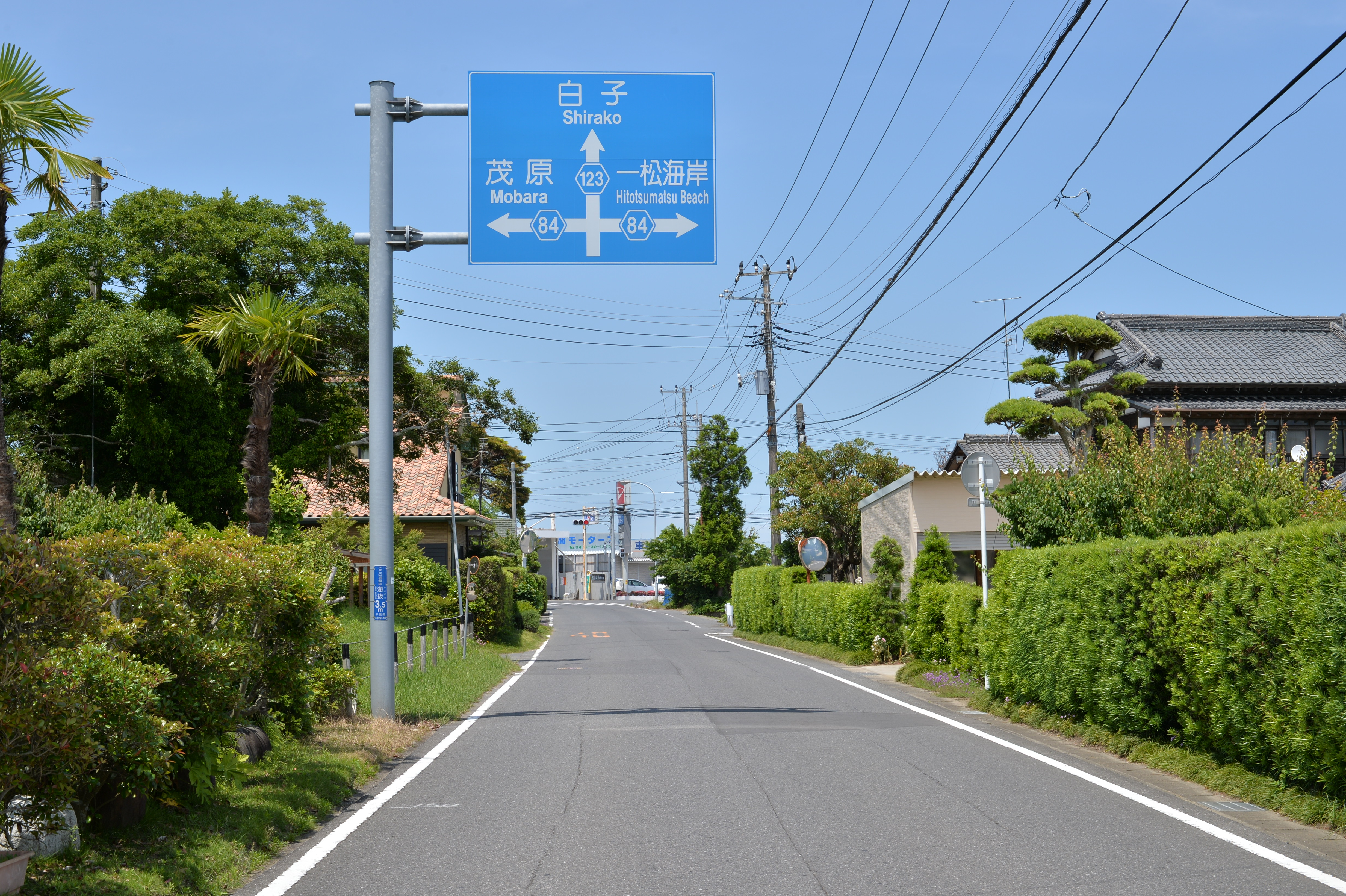
千葉県道123号一宮片貝線
長生郡長生村驚（2015年6月）

千葉県道123号一宮片貝線（ちばけんどう123ごう いちのみやかたかいせん）は、千葉県長生郡一宮町から山武郡九十九里町片貝に至る一般県道である。千葉県道122号飯岡片貝線と併せ、千葉県道30号飯岡一宮線（九十九里ビーチライン）とほぼ並走している。

## 概要
- 起点：千葉県長生郡一宮町宮原（宮原交差点、国道128号交点）
- 終点：千葉県山武郡九十九里町片貝（片貝西交差点、千葉県道25号東金片貝線交点・千葉県道122号飯岡片貝線終点）
- 総延長：*.* km（長生土木事務所管内：*.* km、山武土木事務所管内：*.* km）
- 重用延長：*.* km（長生土木事務所管内：*.* km、山武土木事務所管内：*.* km）
- 実延長：*.* km（長生土木事務所管内：12.211 km[1]、山武土木事務所管内：*.* km）

## 路線状況

### 道路施設
- 虎橋（南白亀川、白子町五井）

## 地理

### 通過する自治体
- 千葉県
  - 長生郡
    - 一宮町 - 長生村 - 白子町

  - 大網白里市
  - 山武郡
    - 九十九里町

### 交差する道路
- 国道128号（長生郡一宮町宮原、宮原交差点、起点）
- 千葉県道84号茂原長生線（長生郡長生村驚、鈴賀神社交差点）
- 千葉県道31号茂原白子線（長生郡白子町五井、五井西交差点）
- 千葉県道83号山田台大網白里線（大網白里市南今泉、南今泉交差点）
- 千葉県道75号東金豊海線（山武郡九十九里町不動堂、下貝塚交差点）
- 千葉県道25号東金片貝線・千葉県道122号飯岡片貝線（山武郡九十九里町片貝、片貝西交差点、終点）